# Emma Gad

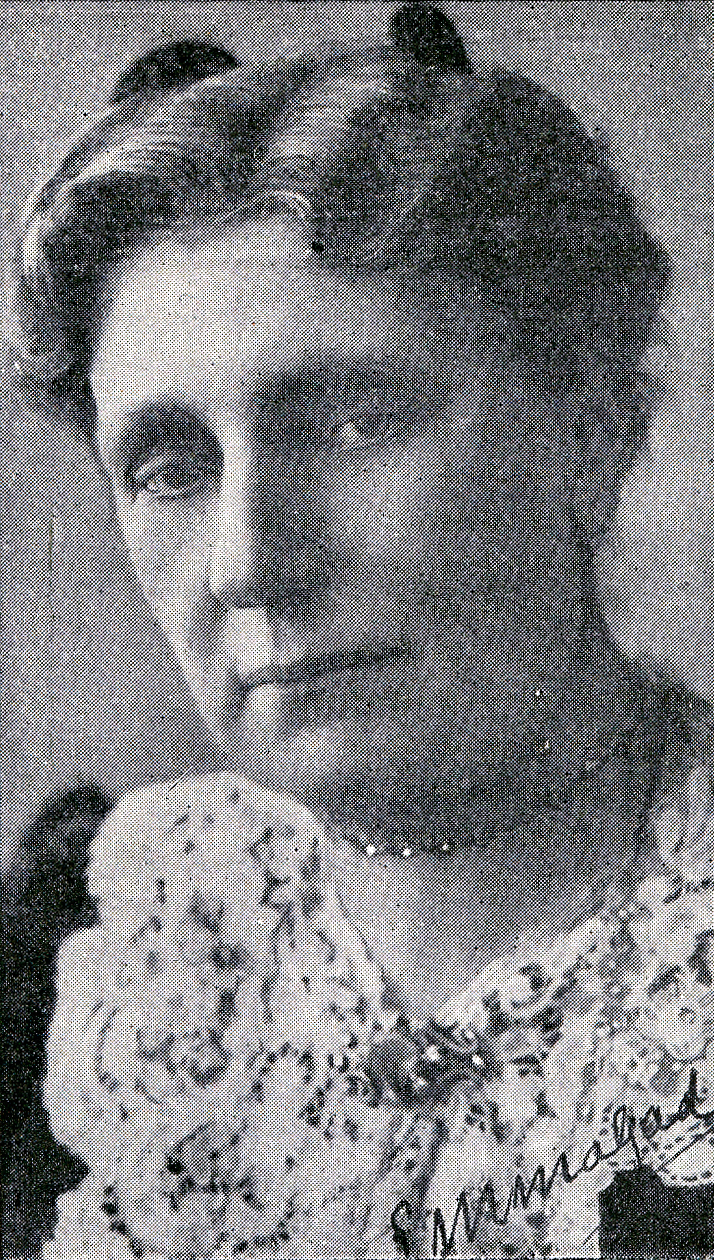
Emma Gad

Emmarenze Henriette Margrethe Gad (* 21. Januar 1852 in Kopenhagen, Dänemark; † 8. Januar 1921 ebenda) war eine dänische Autorin und Frauenrechtlerin.

## Leben und Werk

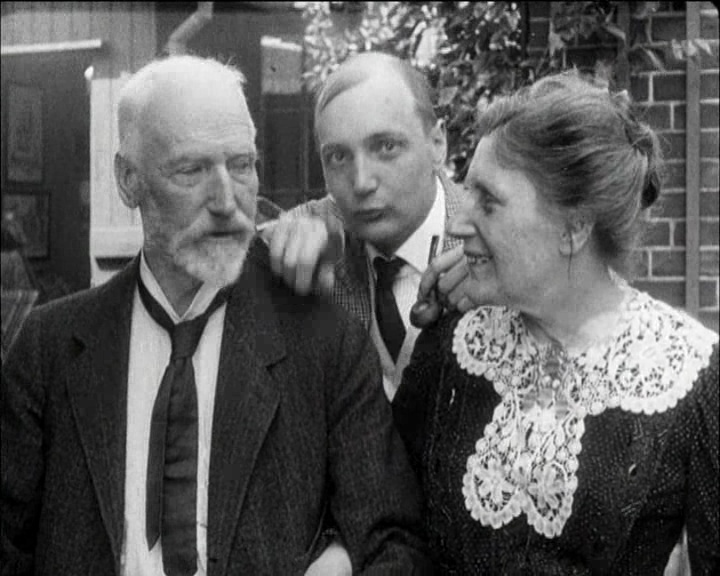
Screenshot aus dem dänischen Stummfilm Admiral Gad (Humlebæk) vom Juni 1913. Nicolas Urban Gad und Emma Gad mit ihrem Sohn, dem Filmregisseur Urban Gad

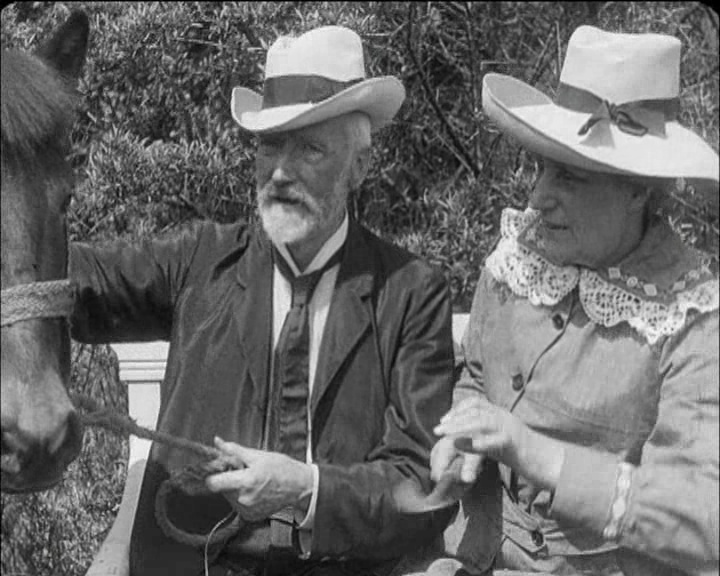
Screenshot aus dem dänischen Stummfilm Admiral Gad (Humlebæk) vom Juni 1913. Nicolas Urban Gad und Emma Gad mit einem Pferd

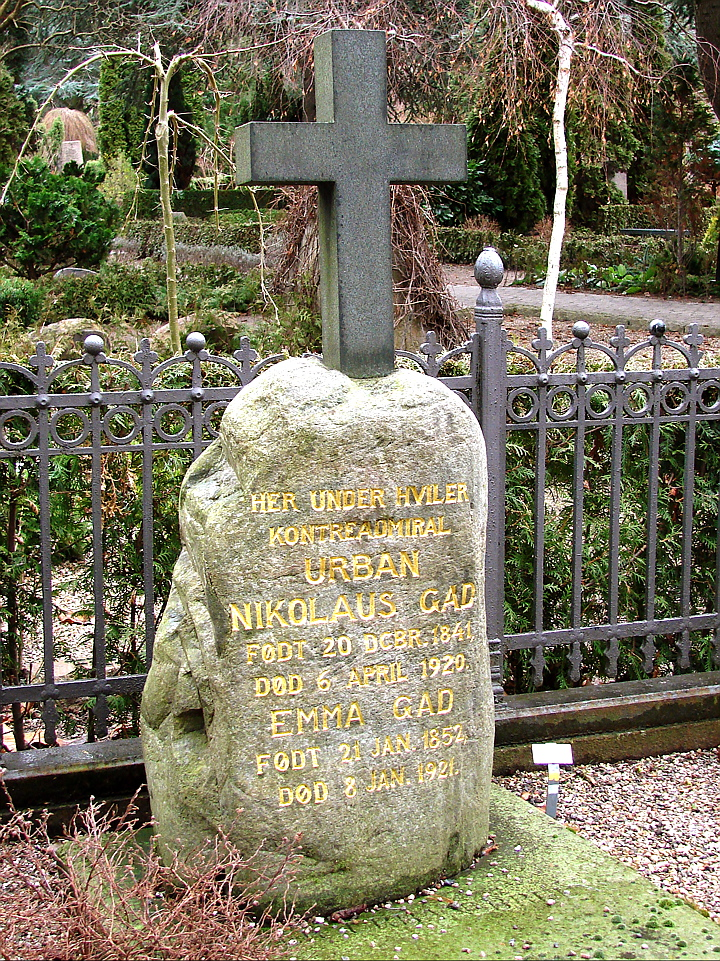
Grab von Konteradmiral Nicolas Urban Gad und Emma Gad, Holmens Cemetery, Kopenhagen

Gad war eines der fünf Kinder des Großhändlers Hans Peter Andreas Halkier (1808–1860) und Edvarda Sophie Munch (1818–1882), die aus einer norwegischen Künstlerfamilie stammte. Ihr Vater und ihr Onkel waren Eigentümer des Handelshauses G. Halkier & Co. Gad heiratete 1872 den Konteradmiral Nicolas Urban Gad, mit dem sie zwei Söhne bekam.
Gad war von ihrem Mann finanziell unabhängig, da sie beträchtliche Zinseinnahmen von ihrem Vater geerbt hatte und sie ab Mitte der 1880er Jahre, vor allem als Dramatikerin, selbst Geld verdiente. Sie debütierte 1886 anonym mit ihrem Theaterstück Et Aftenbesøg bei dem Theater Ny Scene, welches an das Königlich Dänische Theater angebaut ist. Bis 1916 veröffentlichte sie insgesamt 18 Stücke, die alle an verschiedenen Theatern aufgeführt wurden. Eines der Stücke, Fruens Politik, veröffentlichte sie 1909 zusammen mit ihrem Sohn Urban Gad, der wenige Jahre später den Stummfilmstar Asta Nielsen heiratete und selbst eine Karriere als Filmregisseur machte.
Gad war Mitglied vieler Gewerkschaften und Frauenvereine in Kopenhagen und ihr Zuhause war um die Jahrhundertwende ein Treffpunkt für Intellektuelle in Dänemark. Sie war Vizepräsidentin und eine treibende Kraft für die Kopenhagener Frauenausstellung 1895, die nach dem Vorbild der Chicagoer Weltausstellung zeigen sollte, wie weit Frauen in der Bildung, auf dem Arbeitsmarkt und in der Kunst gekommen waren. Die Ausstellung war die erste ihrer Art in Europa und war ein großer Erfolg.
Sie gründete 1898 den Frauenhandels- und Bürokaufmannsverein, wo ihre Freundin, die Philanthropin Louise Hansen, Vorsitzende wurde. Sie selbst stand an der Spitze des 1900 gegründeten dänischen Handwerksverbandes (DKF) und war bis 1911 dessen Vorsitzende. Gad veranstaltete eine Reihe von Ausstellungen, so organisierte sie 1905 eine Kolonialausstellung im Tivoli (Kopenhagen). Die Ausstellung zeigte Menschen, Objekte und Kultur aus den dänischen Besitzungen in Westindien und in Island, den Färöern und Grönland. Zu dieser Zeit war die Präsentation der dänischen Westindischen Inseln besonders relevant, da darüber diskutiert wurde, ob die Inseln verkauft werden oder Teil Dänemarks bleiben sollten. Gad erhielt im selben Jahr für ihre Arbeit auf der Ausstellung die Verdienstmedaille in Gold.
Nach dem Vorbild der französischen Société des auteurs dramatiques gründete sie 1906 mit einem kleinen Komitee den dänischen Dramatikerverband Danske Dramatikeres Forbund  (DDF), welcher der erste seiner Art in den nordischen Ländern war. Der DDF wurde gegründet, um die professionelle Verwaltung der primären Urheberrechte dänischer Dramatiker bei allen Arten von Aufführungen und Vervielfältigungen zu gewährleisten. Albert Gnudtzmann wurde der erste Vorsitzende und nach seinem Tod 1912 übernahm Hjalmar Bergstrøm das Amt für einige Jahre, bis Gad 1914 zur Vorsitzenden gewählt wurde und dieses Amt bis zu ihrem Tod 1921 ausführte.
Gad starb 1921 und wurde in der Holmens Kirke in Kopenhagen beigesetzt.

## Ehrungen
- 1905 erhielt sie die goldene Verdienstmedaille (Dänemark).
- Emma Gads Vej, eine Straße in Ørestad, Kopenhagen, ist nach ihr benannt.
- Emma Gads Vej, eine Straße in Silkeborg, ist nach ihr benannt.
- Emma Gads Gade, eine Straße in Brabrand, ist nach ihr benannt.
- Am 21. Januar 2013 erstellte Google zu Ehren ihres Etikette-Buches ein Doodle zum 161. Geburtstag von Emma Gad.[6]

## Veröffentlichungen (Auswahl)
- 1918: Takt og Tone – hvordan vi omgås hinanden. 2017, ISBN 978-8702249620.
- Om samtale. Forlaget Gyldendal, 2019, ISBN 978-8702282559.
- Slaa fremfor alt ikke Børn, naar Fremmede er til Stede: Og andre gode råd fra Emma Gad.
- Dydens belønning.  Lindhardt og Ringhof, 2021, ISBN 978-8726421071.
- Det forløsende ord. Lindhardt og Ringhof, 2021, ISBN 978-8726421064.

### Theaterstücke (Auswahl)
- 1886: Et Aftenbesøg
- 1888: Et Stridspunkt
- 1890: En Advarsel
- 1889: Fælles Sag
- 1890: Et Sølvbryllup
- 1894: Tro som Guld
- 1895: Rørt Vande
- 1898: Aabent Visir